# 1933 en Belgique
Chronologie de la Belgique
- 1929
- 1930
- 1931
- 1932
- 1933
- 1934
- 1935
- 1936
- 1937

Cette page recense des événements qui se sont produits durant l'année 1933 en Belgique.

## Chronologie
- Janvier 1933 : instauration d'un « impôt de crise national »[1].
- 17 janvier : 15 000 à 20 000 femmes défilent à Bruxelles pour protester contre les mesures du gouvernement destinées à résorber le chômage (suppression des allocations de chômage aux femmes mariées, limitations de l'embauche pour les femmes dans l'administration, etc.)[2].
- 15 mai : le Parlement accorde les « pouvoirs spéciaux » au gouvernement pour une durée de trois mois. Le gouvernement prend de nouvelles mesures impopulaires, comme la diminution des allocations et des pensions[1].
- 7 octobre : fondation du Vlaams Nationaal Verbond (VNV), parti nationaliste flamand et thiois d'extrême droite[3].
- 8 novembre : la Commission des étrangers, ou Commission interministérielle pour les Réfugiés allemands, est instituée par le Ministre de la Justice, Paul-Émile Janson. Elle a pour objectif principal "d'examiner la situation des israélites réfugiés en Belgique.
- 25 décembre : le Parti ouvrier belge approuve le « plan du travail » d'Henri De Man (néo-socialisme)[4].

## Culture

### Architecture

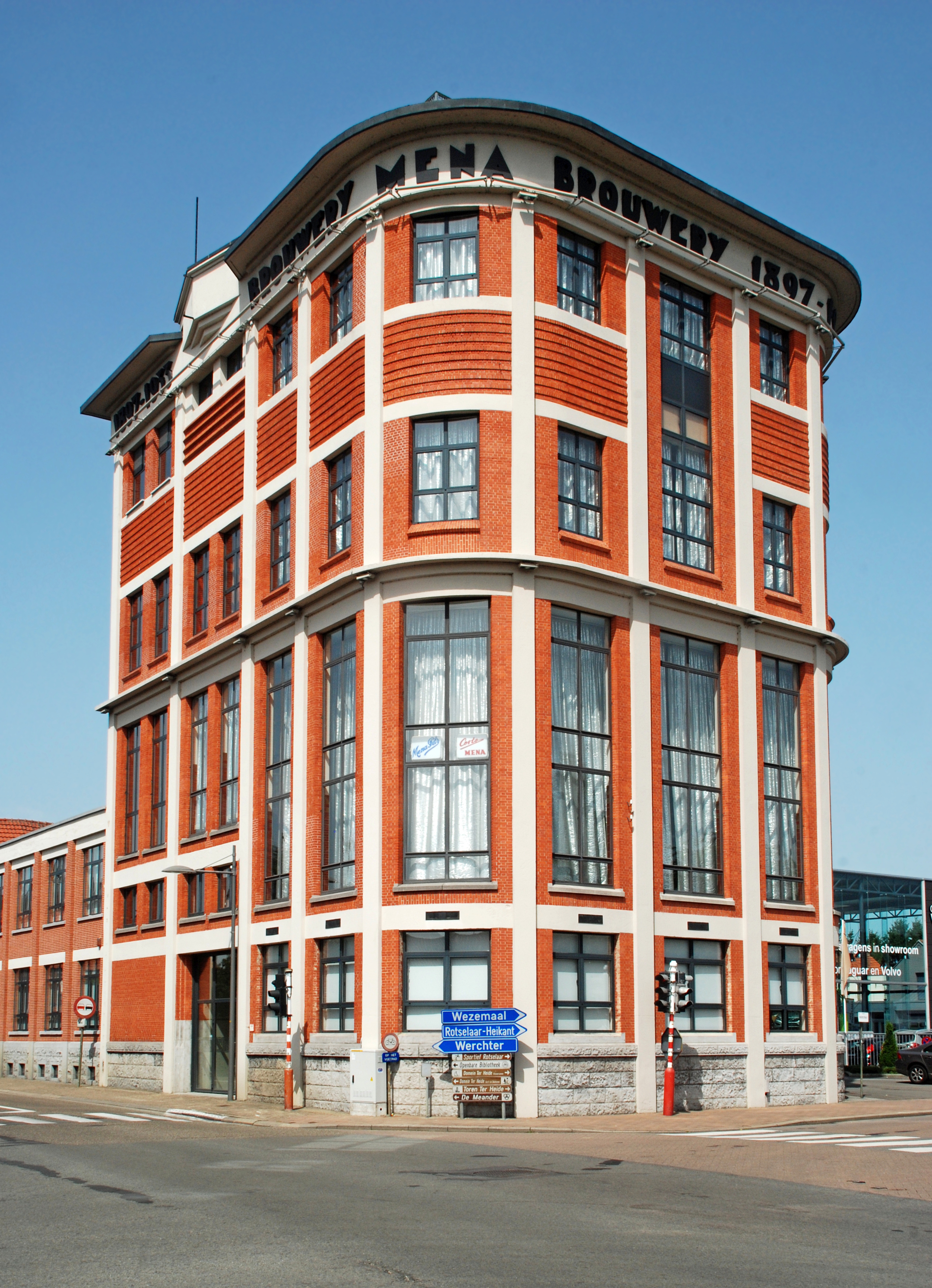
Brasserie Mena à Rotselaar (Art déco, Édouard Mispelters)
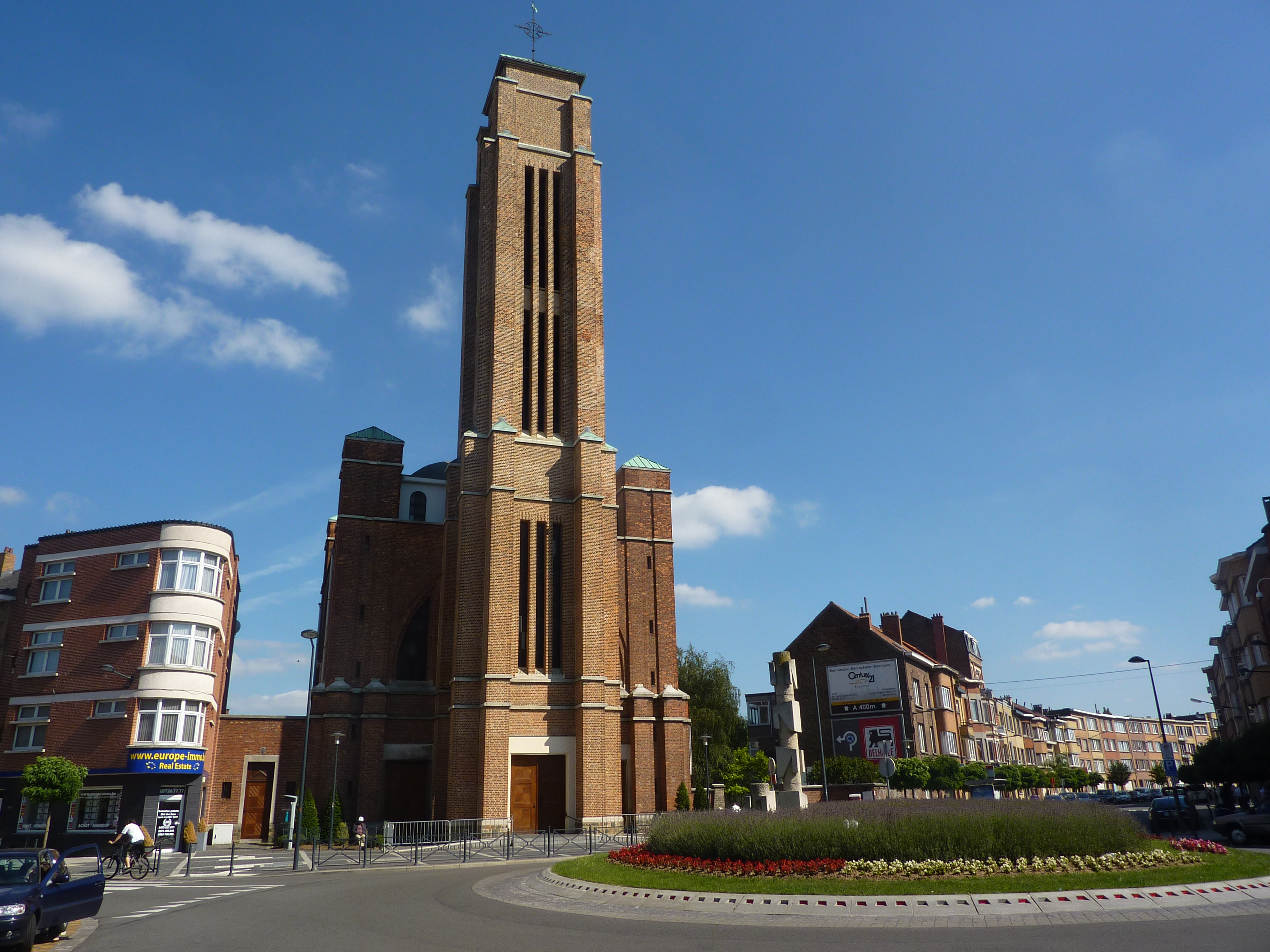
Église Notre-Dame Immaculée à Evere.
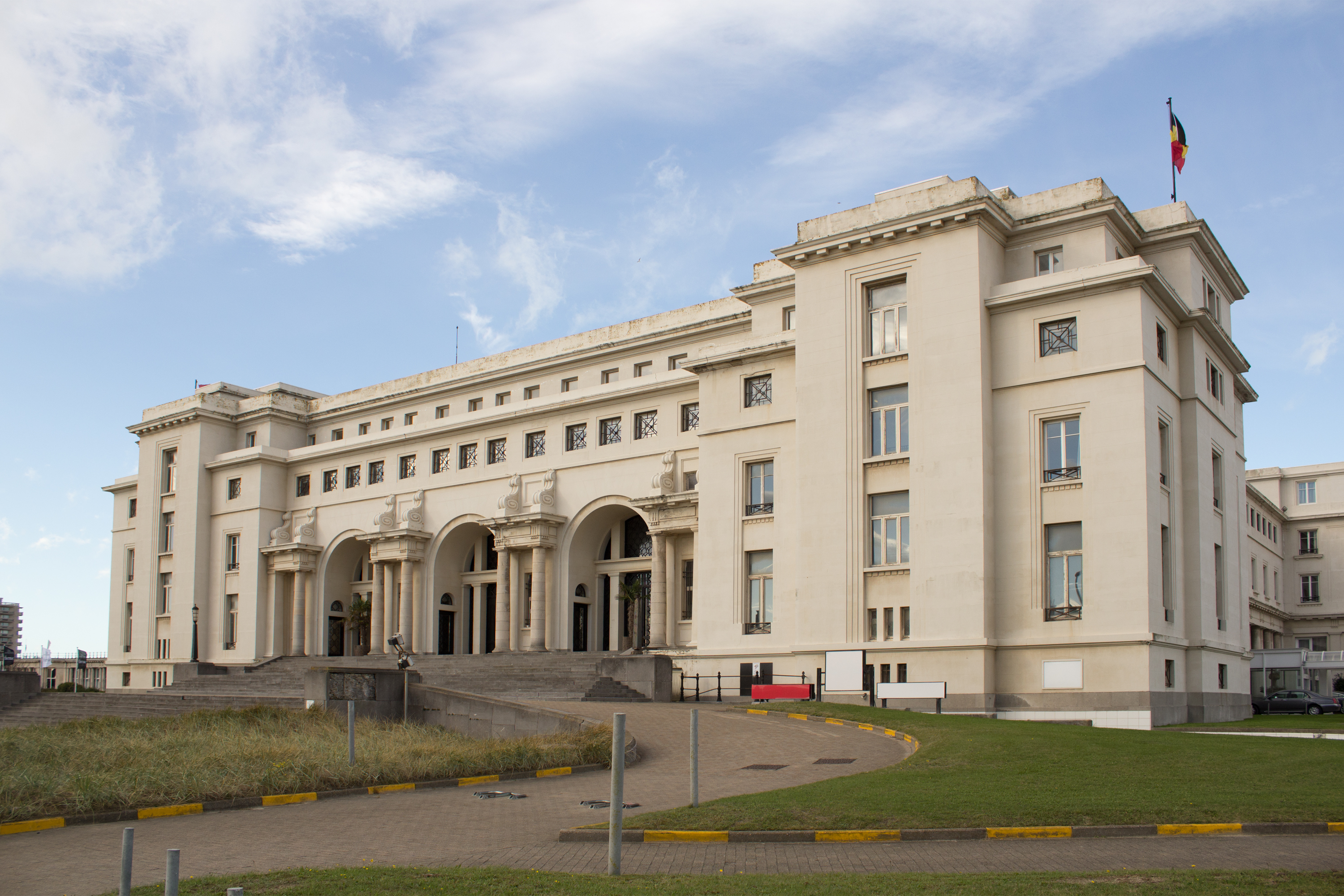
Thermae Palace à Ostende.

### Cinéma
- Misère au Borinage, d'Henri Storck et Joris Ivens.

### Littérature

#### Littérature francophone
- L’Assassiné assassiné, roman policier de Stanislas-André Steeman.
- Danger de mort, recueil de poésie de Georges Linze[5].
- Déluge, poème de Charles Plisnier[6].
- Fantômas 1933, recueil de poésie d'Ernst Moerman[7].
- Folle qui s'ennuie, roman de Robert Vivier[8].
- Madame Orpha ou La sérénade de mai, roman de Marie Gevers[9].
- Milmort, drame de Paul Demasy[10].
- Satan l'obscur, roman de Jean de Bosschère[11].
- Le Sommeil du laboureur, recueil de poésie d'Edmond Vandercammen[12].

#### Romans deGeorges Simenon
- Le Coup de lune
- L'Écluse numéro 1
- Les Fiançailles de monsieur Hire
- Les Gens d'en face
- Le Haut Mal
- La Maison du canal.

#### Littérature flamande
- Ouverture de la Letterenhuis (« Maison des lettres »), musée et un dépôt d'archives relatif à la littérature flamande situé à Anvers.

## Sciences
- Prix Francqui : Henri Pirenne (histoire, RUG).

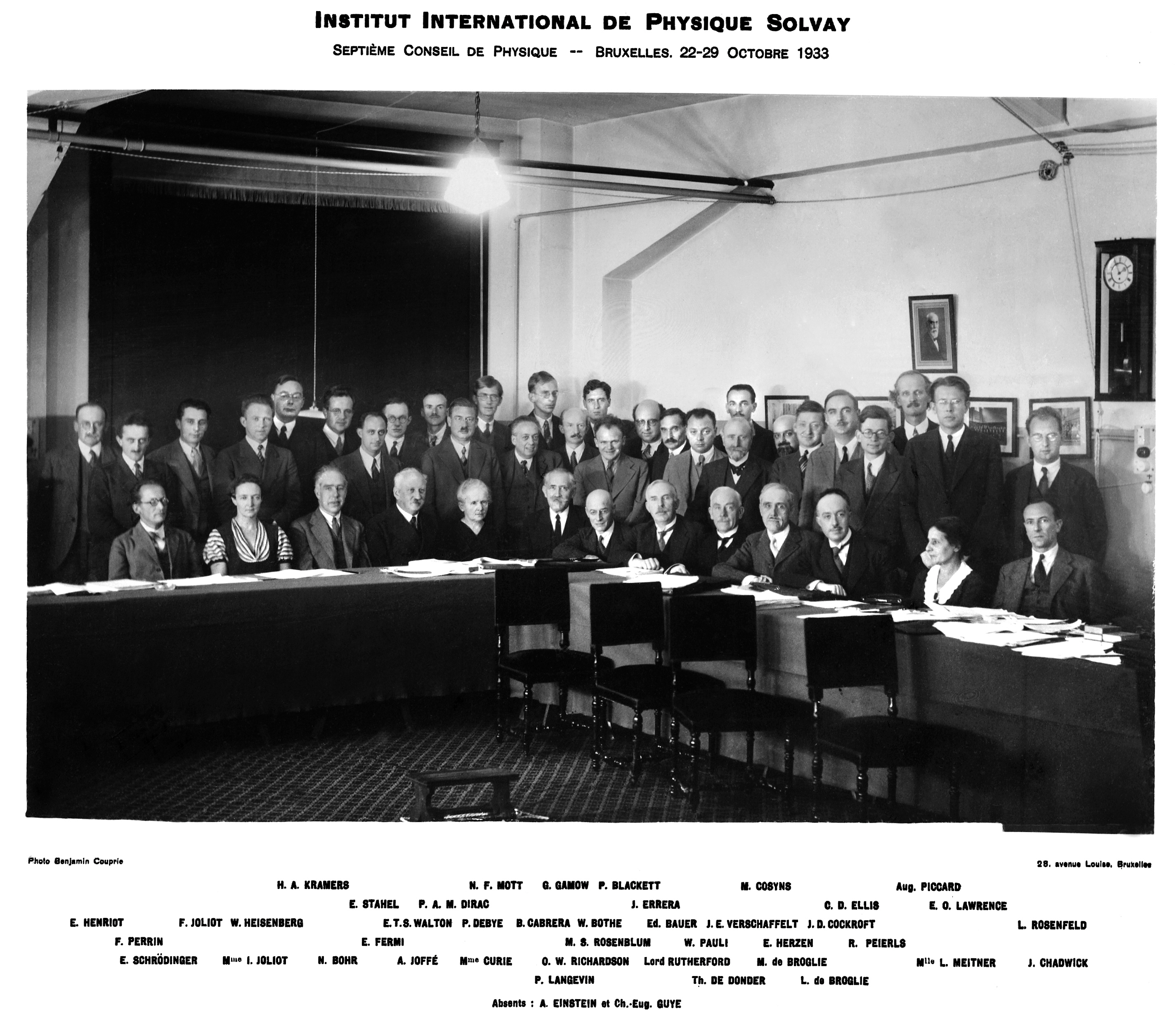
Septième conseil Solvay de physique à Bruxelles (octobre 1933).

- Du 22 au 29 octobre : septième conseil Solvay de physique à Bruxelles.
- Fondation de l'Institut national pour l'étude agronomique du Congo belge (INEAC).

## Sports
- Fondation de la Fédération belge des sociétés de basket-ball.

## Naissances
- 4 janvier : Henri-François Van Aal, journaliste et homme politique († 19 août 2001), né à Alicante (Espagne).
- 15 janvier : Stéphane Steeman, humoriste († 23 janvier 2015).
- 7 mars : Jaak Merchez, joueur et entraîneur de football († 15 décembre 2006).
- 16 avril : Marcel Moreau, écrivain († 4 avril 2020).
- 4 juin : Godfried Danneels, cardinal, archevêque de Malines-Bruxelles († 14 mars 2019).
- 18 août : Roger Baens, coureur cycliste († 28 mars 2020).
- 11 novembre : Frans Schoubben, coureur cycliste († 31 juillet 1997).
- 17 novembre : Roger Leloup, auteur de bande dessinée.

## Décès
- 21 juillet : Louise Héger, peintre (° 14 juillet 1839).
- 29 septembre : Georges Lemaire, coureur cycliste (° 3 avril 1905).
- 11 décembre : Émile Wauters, peintre (° 19 novembre 1846).